# Roholla Iqbalzadeh
Roholla Iqbalzadeh (2 novembre 1994) è un ex calciatore afghano, di ruolo difensore.

## Biografia
Si è trasferito in Norvegia con il resto della sua famiglia nel 2005.

## Carriera

### Club
Iqbalzadeh ha giocato nelle giovanili del Mosjøen, per poi entrare in quelle del Rosenborg a partire dall'autunno 2010. Con questa squadra ha vinto il Norgesmesterskapet G19 2012, competizione riservata ai calciatori di età inferiore a 19 anni. È rimasto al Rosenborg fino al 2012.
Il 23 dicembre 2012, il Bodø/Glimt – compagine militante in 1. divisjon, secondo livello del campionato norvegese – ha annunciato d'aver ingaggiato Iqbalzadeh, con il contratto che sarebbe stato valido a partire dal 1º gennaio successivo, data di riapertura del calciomercato locale. Non ha giocato alcuna partita in squadra in quella stagione.
Successivamente al Bodø/Glimt, Iqbalzadeh è passato al Rødde, in 2. divisjon. Senza giocare alcuna partita in prima squadra, nel mese di agosto 2014 si è trasferito allo Sverresborg, in 3. divisjon. Ha esordito in squadra il 2 agosto, schierato titolare nella vittoria per 0-1 sul campo dell'Averøykameratene. Il 25 ottobre ha segnato la prima rete in squadra, nella vittoria per 4-1 sul KIL/Hemne.
Nel 2015, Iqbalzadeh ha firmato per il Byåsen, in 2. divisjon. Ha debuttato in squadra il 26 aprile, subentrando ad Ole Gunnar Øien nella sconfitta per 2-1 maturata sul campo dell'HamKam. L'11 luglio successivo ha segnato la prima rete, nella sconfitta per 3-1 in casa del Nardo.
In vista della stagione 2018, Iqbalzadeh è passato al Kolstad. Nel 2019 si è trasferito al Kattem.

### Nazionale
Iqbalzadeh ha rappresentato l'Afghanistan under 23 ai XVII Giochi asiatici, disputando 3 partite nel torneo calcistico, in cui la sua squadra è stata eliminata alla fase a gironi. Il 12 novembre 2015 ha avuto modo di esordire in Nazionale maggiore, venendo schierato titolare nella vittoria per 3-0 sulla Cambogia, in una sfida valida per le qualificazioni al campionato mondiale 2018.

## Statistiche

### Presenze e reti nei club
Statistiche aggiornate al 23 agosto 2019.
| Stagione       | Club          | Campionato    | Campionato | Campionato | Coppe nazionali | Coppe nazionali | Coppe nazionali | Coppe continentali | Coppe continentali | Coppe continentali | Supercoppe | Supercoppe | Supercoppe | Totale | Totale |
| Stagione       | Club          | Comp          | Pres       | Reti       | Comp            | Pres            | Reti            | Comp               | Pres               | Reti               | Comp       | Pres       | Reti       | Pres   | Reti   |
| -------------- | ------------- | ------------- | ---------- | ---------- | --------------- | --------------- | --------------- | ------------------ | ------------------ | ------------------ | ---------- | ---------- | ---------- | ------ | ------ |
| 2013           | Bodø/Glimt    | 1D            | 0          | 0          | CN              | 0               | 0               | -                  | -                  | -                  | -          | -          | -          | 0      | 0      |
| gen.-ago. 2014 | Rødde         | 2D            | 0          | 0          | CN              | 0               | 0               | -                  | -                  | -                  | -          | -          | -          | 0      | 0      |
| ago.-dic. 2014 | Sverresborg   | 3D            | 8          | 1          | CN              | -               | -               | -                  | -                  | -                  | -          | -          | -          | 8      | 1      |
| 2015           | Byåsen        | 2D            | 15         | 2          | CN              | 0               | 0               | -                  | -                  | -                  | -          | -          | -          | 15     | 2      |
| 2016           | Byåsen        | 2D            | 14         | 1          | CN              | 2               | 0               | -                  | -                  | -                  | -          | -          | -          | 16     | 1      |
| 2017           | Byåsen        | 2D            | 9          | 0          | CN              | 2               | 0               | -                  | -                  | -                  | -          | -          | -          | 11     | 0      |
| Totale Byåsen  | Totale Byåsen | Totale Byåsen | 38         | 3          |                 | 4               | 0               |                    | -                  | -                  |            | -          | -          | 42     | 3      |
| 2018           | Kolstad       | 3D            | ?          | ?          | CN              | ?               | ?               | -                  | -                  | -                  | -          | -          | -          | ?      | ?      |
| 2019           | Kattem        | 6D            | ?          | ?          | CN              | ?               | ?               | -                  | -                  | -                  | -          | -          | -          | ?      | ?      |
| Totale         | Totale        | Totale        | 46+        | 4+         |                 | 4+              | 0+              |                    | -                  | -                  |            | -          | -          | 50+    | 4+     |

### Cronologia presenze e reti in Nazionale
| Cronologia completa delle presenze e delle reti in nazionale ― Afghanistan | Cronologia completa delle presenze e delle reti in nazionale ― Afghanistan | Cronologia completa delle presenze e delle reti in nazionale ― Afghanistan | Cronologia completa delle presenze e delle reti in nazionale ― Afghanistan | Cronologia completa delle presenze e delle reti in nazionale ― Afghanistan | Cronologia completa delle presenze e delle reti in nazionale ― Afghanistan | Cronologia completa delle presenze e delle reti in nazionale ― Afghanistan | Cronologia completa delle presenze e delle reti in nazionale ― Afghanistan |
| Data                                                                       | Città                                                                      | In casa                                                                    | Risultato                                                                  | Ospiti                                                                     | Competizione                                                               | Reti                                                                       | Note                                                                       |
| -------------------------------------------------------------------------- | -------------------------------------------------------------------------- | -------------------------------------------------------------------------- | -------------------------------------------------------------------------- | -------------------------------------------------------------------------- | -------------------------------------------------------------------------- | -------------------------------------------------------------------------- | -------------------------------------------------------------------------- |
| 12-11-2015                                                                 | Teheran                                                                    | Afghanistan                                                                | 3 – 0                                                                      | Cambogia                                                                   | Qual. Mondiali 2018                                                        | -                                                                          |                                                                            |
| 26-12-2015                                                                 | Thiruvananthapuram                                                         | Bhutan                                                                     | 0 – 3                                                                      | Afghanistan                                                                | SAFF Cup 2015                                                              | -                                                                          |                                                                            |
| 28-12-2015                                                                 | Thiruvananthapuram                                                         | Afghanistan                                                                | 4 – 1                                                                      | Maldive                                                                    | SAFF Cup 2015                                                              | -                                                                          |                                                                            |
| Totale                                                                     |                                                                            | Presenze                                                                   | 3                                                                          |                                                                            | Reti                                                                       | 0                                                                          |                                                                            |

## Palmarès

### Club

#### Competizioni giovanili
- Norgesmesterskapet G19: 1

Rosenborg: 2012